# صوفیا والورده
صوفیا دی موراس والورده (متولد: ۳۰ اوت ۲۰۰۵)، که به عنوان حرفه ای به عنوان صوفیا والورده شناخته می‌شود، یک بازیگر برزیلی است.

## فیلم‌شناسی

### تلویزیون
| سال  | عنوان            | نقش     |
| ---- | ---------------- | ------- |
| ۲۰۱۳ | شیکویتاس         | ماریا   |
| ۲۰۱۵ | "مرافقین نجات"   | دروس    |
| ۲۰۱۸ | ماجراهای پولیانا | پولیانا |
| ۲۰۲۲ | پولیانا موسی     | پولیانا |

سینما
| سال  | فیلم                 | نقش                       |
| ---- | -------------------- | ------------------------- |
| ۲۰۱۷ | کومو نوسس پائس       | نارافابری واسکونسلوس      |
| ۲۰۲۰ | گاروتا نامرئی        | [ ۶ ]                     |
| ۲۰۲۲ | زمان درخشش           | آریانا                    |
| ۲۰۲۳ | ماجراجویی‌های پولیانا | پولیانا دی ایویلا مونتیرو |
| ۲۰۲۴ | تورما دا مونیکا جوان | پولیانا ایویلا مونتیرو    |